# Dillon Freasier
Dillon Freasier (Fort Davis, Texas, 1996) é um jovem ator norte-americano, que atuou ao lado de Daniel Day-Lewis no filme de 2007, Sangue Negro, no papel de H.W. Plainview. 

## Filmografia
| Filmes | Filmes       | Filmes         | Filmes |
| Ano    | Título       | Papel          | Notas  |
| ------ | ------------ | -------------- | ------ |
| 2009   | Sangue Negro | H.W. Plainview | [ 1 ]  |

## Prêmios e Indicações
| Prêmios | Prêmios   | Prêmios                               | Prêmios                                              | Prêmios      |       |
| Ano     | Resultado | Premiação                             | Categoria                                            | Título       | Ref.  |
| ------- | --------- | ------------------------------------- | ---------------------------------------------------- | ------------ | ----- |
| 2008    | Indicado  | Young Artist Awards                   | Melhor Performance em Filme - Ator Jovem Coadjuvante | Sangue Negro | [ 2 ] |
| 2008    | Indicado  | Film & Television Association on-line | Melhor Performance em Filme - Ator Jovem Coadjuvante | Sangue Negro | [ 2 ] |